# Toninho Moura
Toninho Moura (sinh ngày 22 tháng 7 năm 1954) là một huấn luyện viên và cựu cầu thủ bóng đá người Brasil.

## Sự nghiệp Huấn luyện viên
Toninho Moura đã dẫn dắt Atlético Sorocaba, Bellmare Hiratsuka và Grêmio Barueri.